# Vistalite drums
I Vistalite drums furono una linea speciale di batterie con fusti in materiale acrilico introdotta dalla casa produttrice americana Ludwig nel 1972.
Il nome si riferisce al materiale plastico trasparente con cui erano realizzati i fusti dei tamburi. La linea riscosse un buon successo durante gli anni settanta, tanto che anche altri produttori di batterie come Fibes, Sonor e Pearl realizzarono delle proprie linee in plastica trasparente.
Negli anni ottanta la Ludwig interruppe la produzione dei Vistalite Drums, anche se di recente (2001) sono state realizzate delle serie limitate.
Un famoso kit Vistalite (Ludwig Amber Vistalite) color ambra trasparente fu usato da John Bonham dei Led Zeppelin.